# Dichopygina intermedia
Dichopygina intermedia är en tvåvingeart som först beskrevs av Werner Mohrig och Nina Krivosheina 1982.  Dichopygina intermedia ingår i släktet Dichopygina och familjen sorgmyggor. Inga underarter finns listade i Catalogue of Life.